# Sinan Cem Tanık
Sinan Cem Tanik (ur. 19 czerwca 1980) – turecki siatkarz, były reprezentant Turcji, grał na pozycji przyjmującego. W 2017 roku trener polskiego klubu Effector Kielce. Od 13 lipca 2018 roku trener AZS-u Częstochowa.
Jest pierwszym siatkarzem z Turcji, który grał w polskim klubie. W latach 2006–2008 występował w drużynie AZS Olsztyn.

## Sukcesy klubowe
Mistrzostwo Turcji:
- 2002
- 2001, 2003, 2005
- 2006

Brązowy medalista Mistrzostw Polski:
- 2007, 2008

Puchar Grecji:
- 2012

Mistrzostwo Grecji:
- 2012

Mistrzostwo Zjednoczonych Emiratów Arabskich:
- 2012

Mistrzostwo Hiszpanii:
- 2013

## Sukcesy reprezentacyjne
Letnia Uniwersjada:
- 2005

Liga Europejska:
- 2008, 2010